# La Bastide-des-Jourdans
La Bastide-des-Jourdans is een gemeente in het Franse departement Vaucluse (regio Provence-Alpes-Côte d'Azur) en telt 964 inwoners (1999). De plaats maakt deel uit van het arrondissement Apt.

## Geografie
De oppervlakte van La Bastide-des-Jourdans bedraagt 28,1 km², de bevolkingsdichtheid is 34,3 inwoners per km².
De onderstaande kaart toont de ligging van La Bastide-des-Jourdans met de belangrijkste infrastructuur en aangrenzende gemeenten.

## Demografie
Onderstaande figuur toont het verloop van het inwonertal (bron: INSEE-tellingen).